# Excentricidade angular

Excentricidade angular α (alpha) e excentricidade linear (ε). Note que OA=BF=a.

A excentricidade angular é um dos diversos parâmetros que surgem no estudo da elipse ou elipsoide. É aqui denotada por α (alfa). Pode ser definida em termos da excentricidade, e, ou a razão de aspeto, b/a (a razão entre o  semieixo menor  e o semieixo maior):
{\displaystyle \alpha =\arcsin(e)=\arccos \left({\frac {b}{a}}\right).\,\!}
A excentricidade angular não é usada atualmente nas publicações de língua inglesa em matemática, geodésia ou projeções de mapas, mas ela aparece em literatura mais antiga.
Qualquer parâmetro adimensional da elipse pode ser expresso em termos de excentricidade angular. Estas expressões são listadas na tabela a seguir após as definições convencionais. em termos de os semi-eixos. A notação para esses parâmetros variam. Aqui se segue Rapp
| (primeira) excentricidade | {\displaystyle e\,\!}     | {\displaystyle {\frac {\sqrt {a^{2}-b^{2}}}{a}}}           | {\displaystyle \sin \alpha \,\!}                                       | |
| segunda excentricidade    | {\displaystyle e'\,\!}    | {\displaystyle \quad {\frac {\sqrt {a^{2}-b^{2}}}{b}}}     | {\displaystyle \tan \alpha \,\!}                                       | |
| terceiraexcentricidade    | {\displaystyle {e''}\,\!} | {\displaystyle {\sqrt {\frac {a^{2}-b^{2}}{a^{2}+b^{2}}}}} | {\displaystyle {\frac {\sin \alpha }{\sqrt {2-\sin ^{2}\alpha }}}\,\!} | |
| (primeiro) achatamento    | {\displaystyle f\,\!}     | {\displaystyle {\frac {a-b}{a}}\,\!}                       | {\displaystyle {1-\cos \alpha }\,\!}                                   | {\displaystyle =2\sin ^{2}\left({\frac {\alpha }{2}}\right)\,\!}                                    |
| segundo achatamento       | {\displaystyle f'\,\!}    | {\displaystyle {\frac {a-b}{b}}\,\!}                       | {\displaystyle \sec \alpha -1\,\!}                                     | {\displaystyle ={\frac {2\sin ^{2}({\frac {\alpha }{2}})}{1-2\sin ^{2}({\frac {\alpha }{2}})}}\,\!} |
| terceiro achatamento      | {\displaystyle n\,\!}     | {\displaystyle {\frac {a-b}{a+b}}\,\!}                     | {\displaystyle {\frac {1-\cos \alpha }{1+\cos \alpha }}\,\!}           | {\displaystyle =\tan ^{2}\left({\frac {\alpha }{2}}\right)\,\!}                                     |
As expressões alternativas para partes planas visam proteger contra grandes cancelamentos de trabalho numérico.